# Dobrai Sándorné Nagy Mária
Dobrai Sándorné Nagy Mária (születési neve Nagy Mária; Karcag, 1953. december 30. –), a sajtóban Bróker Marcsi vagy Bróker Marcsika, magyar üzletasszony, a Kun-Mediátor Kft. vezetője. Országos ismertséget azután szerzett, miután 2015 tavaszán több száz rendőrségi feljelentés született amiatt, hogy Dobrainé pénzügyi tevékenységet folytató cégének befektetői a lekötési idő lejárta után eredménytelenül próbáltak hozzáférni a pénzükhöz.

## Életútja
Dobrai Sándorné Nagy Mária 1998 és 1999 között az OTP Bank befektetési tanácsadója, 2000-től a Postabank üzletkötője. 1999. augusztus 2-án megalapította a Kun-Mediátor Szolgáltató Korlátolt Felelősségű Társaságot, ami eredetileg utazási irodaként működött, azonban 2002 óta pénzügyi közvetítéssel is foglalkozott a vállalkozás.
2006 és 2010 között külső tagként részt vett a karcagi önkormányzat idegenforgalmi bizottságának a munkájában.
2015 tavaszán a rendőrség sikkasztás bűntett elkövetésének gyanúja miatt nyomozást indított a Kun-Mediátor Szolgáltató Korlátolt Felelősségű Társasággal kapcsolatban. A Kun-Mediátor Kft-t 2016. március 31-én törölte a cégnyilvántartásból a Fővárosi Törvényszék Cégbírósága.
2016. december 7-én a belize-i San Pedróban fogták el a belize-i hatóságok. Dobrai Sándorné Nagy Máriát Belize kiadta Magyarországnak, december 13-án már Magyarországon volt és bűnügyi őrizetbe vették. 2017. május 10-én a rendőrség vádemelési javaslattal zárta le a nyomozást az asszonnyal szemben, akit a bíróság sikkasztás, csalás, jogosulatlan pénzügyi tevékenység és számviteli rend megsértése miatt vonhat felelősségre. 2022. január 7-én a Szolnoki Törvényszék sikkasztás és csalás bűntettében első fokon bűnösnek mondta ki és 10 év letöltendő börtönbüntetésre ítélte.

## A kultúrában
A karcagi Györffy István Katolikus Általános Iskola színtársulata a karcagi Déryné Kulturális Központban megtartott Gigantikus Galaktikus Őrület című műsorában a csillagkapun keresztül érkezik Belizi Maranka, akinek a karaktere Dobrai Sándorné Nagy Márián alapul. A szerepet Szakályné Kollát Emese tanárnő játszotta.
Kolosi Péter 2024. november 4-én jelentette be, hogy Bróker Marcsi életét feldolgozó dokumentumsorozatot készít az RTL. A heti széria a Dobrai Sándorné Nagy Mária által elkövetett bűnesetet mutatja be. A sorozat főszereplői Bacskó Tünde, Thuróczy Szabolcs, Anger Zsolt és Rezes Judit lesznek.